# Leptogorgia rigida
Leptogorgia rigida är en korallart som beskrevs av Addison Emery Verrill 1864. Leptogorgia rigida ingår i släktet Leptogorgia och familjen Gorgoniidae. Inga underarter finns listade i Catalogue of Life.